# Dioscorea floribunda
Dioscorea floribunda là một loài thực vật có hoa trong họ Dioscoreaceae. Loài này được M.Martens & Galeotti mô tả khoa học đầu tiên năm 1842.